# Shark Tank
Shark Tank est une émission de téléréalité américaine diffusée sur le réseau ABC. Sa première diffusion eut lieu en août 2009.
La série fit sa première apparition sur la télévision japonaise, et est connue dans d'autres pays sous le nom de Dragon's Den. Sony Picture Television, qui possède les droits de diffusion de la série aux États-Unis, en fit la promotion pendant cinq années dans le monde entier, jusqu'à ce que finalement le projet soit retenu par Mark Burnett. La série consiste à inviter sur un plateau des entrepreneurs afin qu'ils présentent leurs idées à un groupe d'investisseurs appelés Sharks (« Requins » en français). À la fin de chaque présentation du produit ou du concept, les Sharks apposent leurs verdicts soit en se retirant du projet (la phrase utilisée est alors I'm out, ce qui signifie : « Je me retire »), soit en faisant une offre d'investissement à l'entrepreneur, généralement en l'échange de parts dans l'entreprise ou en proposant des royalties sur les ventes à venir.
Les investisseurs sont au nombre de cinq. Deux d'entre eux, Robert Herjavec (candidat en 2015 à Dancing with the Stars 20) et Kevin O'Leary, ont également fait leur apparition dans la version canadienne de l'émission, Dragon's Den. D'autres investisseurs sont, ou ont été, présents dans Shark Tank : Barbara Corcoran (candidate en 2017 à Dancing with the Stars 25), Daymond John, Kevin Harrington, Mark Cuban, Jeff Foxworthy et Lori Greiner (en).